# Torsten Westman
Torsten Westman, född 7 februari 1920 i Karlstad, död 30 maj 2012 i Stockholm, var en svensk arkitekt och var stadsbyggnadsdirektör i Stockholm mellan 1973 och 1985.

## Chefsarkitekten
Westman avlade arkitektexamen vid Kungliga Tekniska Högskolan i Stockholm 1945. Han inträdde ganska tidigt i kommunal tjänst som arkitekt och senare som chefsarkitekt på Stockholms stadsbyggnadskontor. I denna befattning engagerade han sig i den fortsatta Norrmalmsregleringen, vars första etapp med Hötorgscity och Sergels torg var fullbordad 1966.
För det fortsatta arbetet söder om Sergels torg låg 1962 års cityplan till grund. Torsten Westman var tillsammans med Anders Nordberg och Åke Hedtjärn hjärnan bakom denna cityplan. Populärt kallades de för “trojkan”, eller “järngänget”. Redan 1954 hade Westman i en skrift presenterat sina idéer om Sveaplatsen (sedermera Sergels torg) med gångtrafiken på ett nedre plan och körtrafiken på ett övre. City 62 diskuterades och kritiserades ingående i början av 1963, Torsten Westman var den tjänsteman bakom cityplanen som emotionellt och intellektuellt stod planen närmast.

## Stadsbyggnadsdirektören
City 62 och uppföljaren City 67 fullbordades aldrig helt. Vändningen i folkopinionen och i stadsplanearbetet kom med den så kallade Almstriden 1971. Almarna blev en symbolfråga som enligt Torsten Westman "slog in fönstren i stadshuset".
Inom cityprojektet skedde under dessa år även en generationsväxling. Åke Hedtjärn avgick med pension i augusti 1972 och Anders Nordberg i augusti 1976. Dåvarande stadsplanedirektören Göran Sidenbladh hade efter Almstriden tröttnat på minskat stöd från ledande politiker och på den hårda kritiken i media. Torsten Westman hade lättare att anpassa sig till de nya förhållandena och efterträdde Sidenbladh i mars 1973 som Stockholms stadsbyggnadsdirektör. På den posten skulle han stanna till sin pensionering 1985.

## Pensionären
Även efter sin pensionering tog Torsten Westman aktivt del i debatten om Stockholms stora byggnads- och förnyelseprojekt. Vid diskussionen om omdaningen av Sergels torg i samband med citykonferensen 1991 menade Westman “… låt oss inte ersätta gamla misstag med nya mera tidsenliga.”. 
I januari 2009 presenterade Torsten Westman tillsammans med arkitekterna Kjell Forshed, Svante Forsström, Ulla Joneborg samt stadsplaneraren och före detta stadsbyggnadsborgarrådet Monica Andersson ett alternativt förslag för Slussens framtida utformning. Utan formellt uppdrag eller ersättning har dessa ”fem idealister” lagt fram ”Ny syn på Slussen” som en vidareutveckling av Nya Slussen. Den bärande idén är att dra tunnelbanan under Söderström med en gemensam station för både Slussen och Gamla stan. De menar vidare ”…att stadens styresmän- och kvinnor skall besinna sig och inte missa chansen att ge den nya Slussen en utformning som i likhet med den uttjänta klöverbladslösningen skall ge heder åt beslutsfattarna för en lång framtid.”